# 플랑크 일률
플랑크 일률은 플랑크 에너지를 플랑크 시간으로 나눈 것이다.
3.62831 × 1052 W.
이것은 비실용적인 매우 큰 단위이다.
물리학의 기본 상수로 기술하면 아래와 같다.
플랑크 일률 = {\displaystyle {\frac {c^{5}}{G}}}.